# Mahmoud Ben Othman
Pour les articles homonymes, voir Ben Othman.
Mahmoud Ben Othman, né le 12 décembre 1903 à Monastir et mort le 6 février 1987, est un homme de théâtre tunisien.
Il a participé activement au développement du théâtre tunisien. Il était également doué pour la peinture et épris de musique classique. Pourtant, il demeure mal connu et il est rarement cité par les historiens de la vie artistique tunisienne.

## Biographie
Ben Othman a notamment étudié au Collège Alaoui et au lycée Carnot de Tunis. Titulaire du brevet de langue française, du brevet de langue arabe et du diplôme de fin d'études supérieures en langue et traduction, il peut accéder à la littérature étrangère et traduire différentes pièces de théâtre. Bien qu'il ait choisi une carrière administrative, en tant que grand commis de l'État, il a cultivé son goût pour la littérature et les arts.

### Activités théâtrales
Avec son collègue Mohamed Zarrouk, il assume un rôle prépondérant dans la vie théâtrale tunisienne et constitue la troupe Al Masrah. Ils traduisent entre 1930 et 1934 de nombreuses pièces françaises dont L'Avare (البخيل), Le Malade imaginaire (مريض الوهم), Les Femmes savantes (النساء العالمات), Le Tartuffe ou l'Imposteur (المنافق), Le Bourgeois gentilhomme (البلدي المتنبل) de Molière ou encore Les Deux Timides (الحييان), Les Vivacités du capitaine Tic (حدة الضابط تيك) et Mon Isménie (ابنتي) d'Eugène Labiche.
Il est aussi un membre actif de la troupe Al Kawkeb ettamthili à côté de grands noms comme Ahmed Bouleymane, Hamda Ben Tijani, Chafia Rochdi, Fadhila Khetmi et Hédi Semlali.

### Activités artistiques
Amateur de peinture, il fréquente l'École des beaux-arts de Tunis et expose ses œuvres, avec une prédilection pour les portraits, à différentes occasions.
Très proche de l'institution musicale de La Rachidia, il prête parfois main-forte à ses pionniers.

## Sources
- Tarek Zarrouk, « Mahmoud Ben Othman, un éminent artiste et homme de lettres nous quitte », Le Temps,‎ 13 février 1987.